# Kiwa hirsuta
Espèce
La Galathée yéti (Kiwa hirsuta) ou crabe yéti est un crustacé décapode habitant dans les profondeurs abyssales de l'océan Pacifique sud. Elle mesure 15 centimètres de long. Ses yeux très atrophiés et sans pigmentation laissent supposer qu'elle est aveugle. Elle est reconnaissable aux soies abondantes qui couvrent ses pattes, à l'origine de la deuxième partie de son nom. Ces soies semblent abriter des bactéries.
Vivant auprès des sources hydrothermales à 2 500 mètres de profondeur, ce crustacé  des grandes profondeurs est probablement carnivore et nécrophage.
Le premier spécimen a été découvert en avril 2005 à 1 500 km au sud de l'île de Pâques, à l’occasion d’une mission organisée par Robert Vrijenhoek, du centre de recherche de l’Aquarium de Monterey Bay, en Californie, et par Michel Segonzac, biologiste de l'Ifremer. Il est le premier représentant d'une nouvelle famille, les Kiwaidae (de Kiwa, divinité des nacres et crustacés, dans la mythologie polynésienne).
De nouveaux spécimens ont été observés dans les profondeurs de l'Océan Antarctique en 2010.